# فحص مرئي

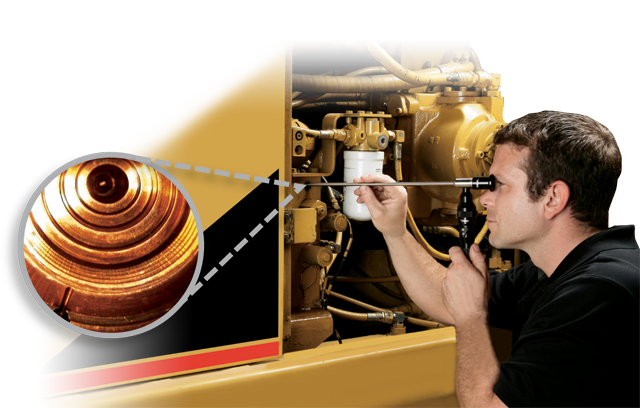

الفحص المرئي  يعتبر طريقة شائعة لمراقبة الجودة، (أو الفحص البصري) واقتناء البيانات وتحليل البيانات. التفتيش البصري، المستخدم في صيانة المرافق، يعني فحص المعدات والهياكل باستخدام أي من أو كل الحواس البشرية الخام مثل الرؤية والسمع واللمس والشم و / أو أي معدات تفتيش غير متخصصة. لا تعتبر عمليات الفحص التي تتطلب معدات بالموجات فوق الصوتية، وأجهزة الأشعة السينية، والأشعة تحت الحمراء، وما إلى ذلك، عادةً بمثابة فحص بصري لأن منهجيات التفتيش هذه تتطلب معدات وتدريب وإصدار شهادات متخصصة.

## رقابة جودة
ووجدت دراسة للفحص البصري للدوائر المتكاملة الصغيرة أن المدة الشكلية لتثبيت العين للمفتشين المدربين تبلغ حوالي 200 مللي ثانية. جعل أكثر المفتشين دقة أقل تثبيتات للعين وكانت أسرع. وعندما تم الحكم على الشريحة نفسها أكثر من مرة من قبل مفتش فرد، كان اتساق الحكم عاليا للغاية بينما كان الاتساق بين المفتشين أقل إلى حد ما. التباين بعامل ستة في سرعة الفحص أدى إلى اختلاف أقل من عامل اثنين في دقة الفحص. وكان الفحص البصري بمعدل ايجابي كاذبة من 2 ٪ ومعدل سلبي كاذبة من 23 ٪.

## المصطلحات روح الدعابة
لإجراء بحث حول مقلة العين، ابحث عن شيء محدد في كتلة من الكود أو البيانات بعيون بعينها، بدلاً من استخدام نوع من برامج مطابقة الأنماط مثل grep أو أي أداة بحث تلقائية أخرى. يُعرف أيضًا باسم vgrep أو ogrep ، على سبيل المثال، «grep البصري / البصري»، [2] وفي عالم أجهزة الكمبيوتر المركزية لـ IBM كـ IEBIBALL. [3] أهم تطبيق للبحث مقلة العين / vgrep في هندسة البرمجيات هو vdiff.
في مختلف التخصصات يطلق عليه أيضا «تقنية مقلة العين» أو «طريقة مقلة العين» (لتقييم البيانات).
"Eyeballing" هي الطريقة الأكثر شيوعًا والمتاحة بسهولة لتقييم البيانات الأولية. [4]
يؤكد خبراء في التعرف على الأنماط أن تقنية «مقلة العين» لا تزال هي الإجراء الأكثر فعالية للبحث عن هياكل عشوائية وربما غير معروفة في البيانات. [5]
في الجيش، غالباً ما يُشار إلى تطبيق هذا النوع من البحث على تضاريس العالم الحقيقي على أنه «استخدام جهاز Mark I Eyeball» (يُنطق بمؤشر Mark One Eyeball)، الذي اعتمده الجيش الأمريكي في الخمسينات. [6] هذا المصطلح إشارة إلى التسمية العسكرية، «مارك الأول» كونها النسخة الأولى من مركبة عسكرية أو سلاح.